# Albert Dubois-Pillet
Albert Dubois-Pillet (n. 28 octombrie 1846, Paris, Franța – d. 18 august 1890, Le Puy, Auvergne, Franța) a fost un pictor francez neoimpresionist și un ofițer de carieră în armată. A jucat un rol esențial în înființarea Société des Artistes Indépendants și a fost unul dintre primii artiști care au adoptat pointillismul.

## Viața timpurie și serviciul militar

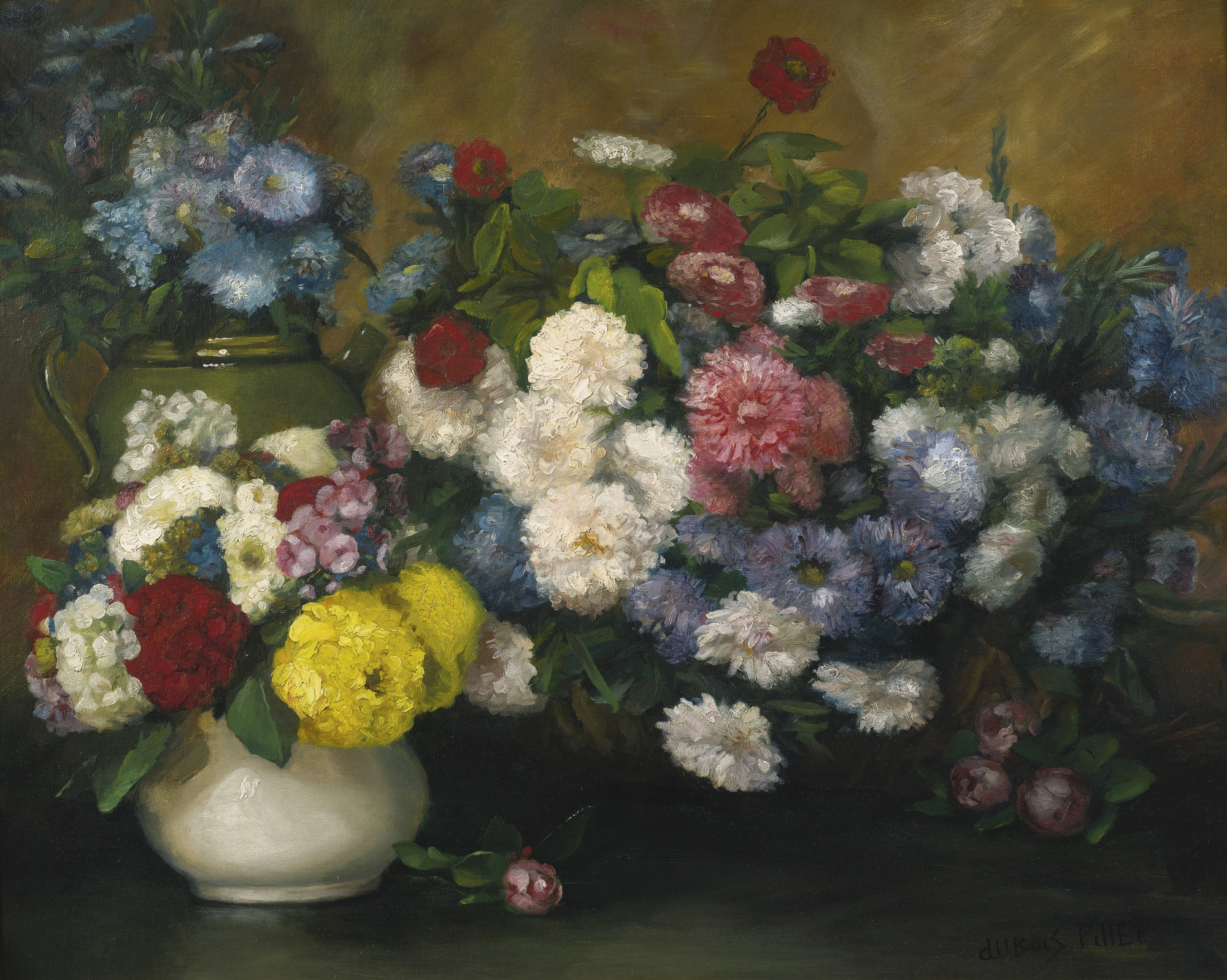
Flori în trei vaze, c. 1879

Louis-Auguste-Albert Dubois s-a născut la 28 octombrie 1846 la Paris. La scurt timp după aceea, familia sa s-a mutat la Toulouse, unde a crescut. În 1867, a absolvit l'Ecole Impériale Militaire din Saint-Cyr și și-a început cariera ca ofițer militar. A rămas în armată pentru tot restul vieții.
Din 1870 până în 1871, a participat la Războiul franco-prusac, în timpul căruia germanii l-au capturat și l-au ținut în Westfalia, Prusia, ca prizonier de război. După ce a fost eliberat, și-a reluat un post în armata de la Versailles. De-a lungul anilor 1870, a fost repartizat în mai multe posturi provinciale diferite. În 1879 sau 1880 a primit o numire în Légion de la Garde Républicaine (Garda Republicană) din Paris.

## Cariera artistică timpurie

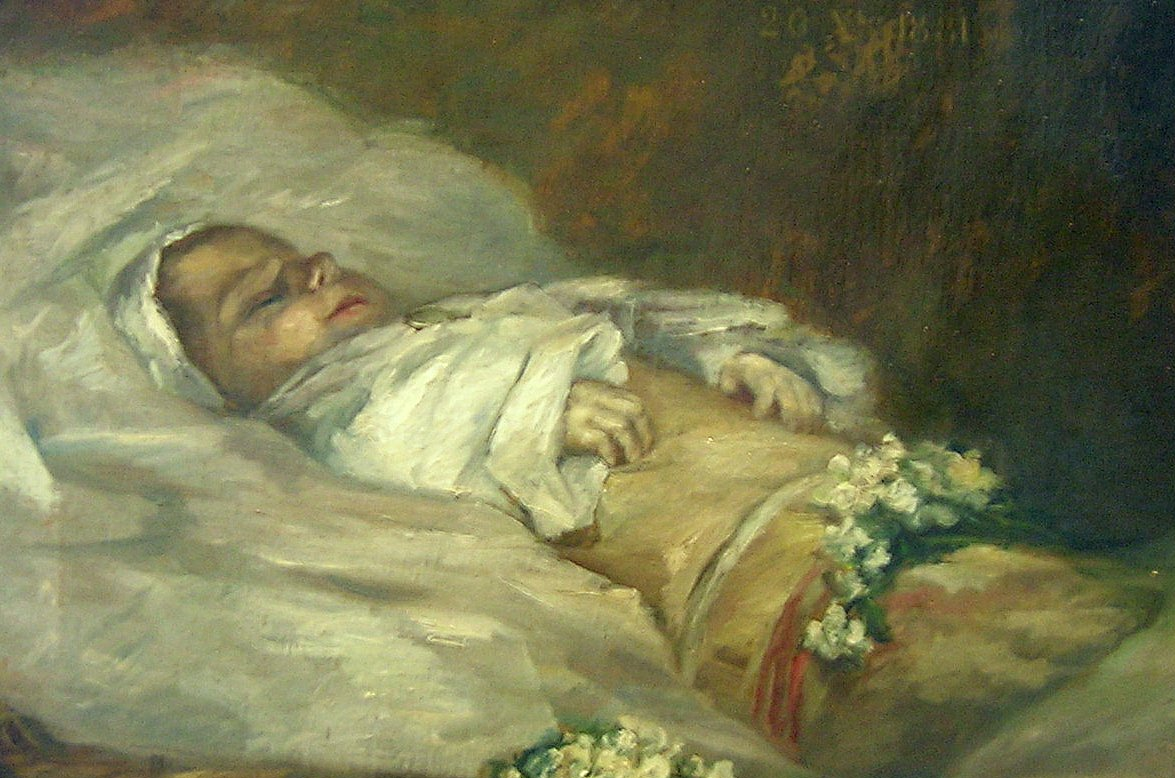
Detaliu din Enfant Mort, 1881

Deși autodidact, fără educație artistică formală, s-a dovedit a fi un artist talentat. Salonul oficial de la Paris⁠(d) a acceptat una dintre naturile sale statice în 1877 și alta în 1879. Cu toate acestea, după sosirea sa la Paris, a creat picturi care erau ceva mai experimentale, iar lucrările sale au fost respinse de Saloane din 1880 până în 1883.
Începând cu 1884, a încercat să-și ascundă activitățile artistice de armată, deghizându-și numele – a adăugat numelui său „Pillet”, numele de fată al mamei sale, semnând lucrările sale „Dubois-Pillet”. 

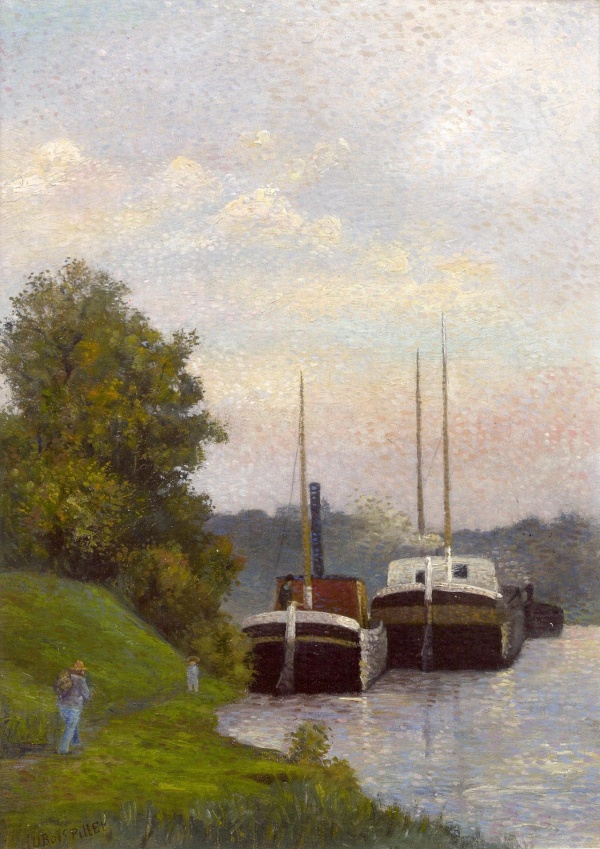
Charlands Sur La-Seine

Pictura sa Enfant Mort (Copil mort), finalizată în 1881, a fost expusă la Expoziția de la Tuileries din mai 1884, unde a atras atenția lui Émile Zola, care l-a folosit ca inspirație pentru o scenă din romanul său L'Œuvre din 1886. În carte, artistul Claude Lantier, tulburat de moartea fiului său, se vede nevoit să creeze o pictură a copilului său mort.
Expoziția de la Tuileries a fost un eveniment unic, cu un scop asemănător cu cel al Salon des Refusés⁠(d) din 1863, care a prezentat lucrări care au fost respinse de Salon. Dubois-Pillet a avut în vedere o alternativă permanentă la Salonul oficial. S-a întâlnit cu unii dintre ceilalți expozanți, iar el, Georges Seurat, Paul Signac și Odilon Redon au devenit „părinții fondatori” ai Société des Artistes Indépendants⁠(d). Dubois-Pillet a structurat organizația și, în mai puțin de o săptămână, a redactat și publicat statutele acesteia, care sunt în mare parte încă în vigoare. Societatea a fost înființată oficial la 29 iulie 1884, iar prima lor expoziție, care s-a deschis la 1 decembrie 1884, a inclus lucrări de Dubois-Pillet. Acesta și-a folosit relațiile pentru a asigura spații și condiții dezirabile pentru expozițiile lor, a fost principalul organizator al grupului până în 1888 și a fost un expozant obișnuit al acestuia până în 1889.

## Neoimpresionismul

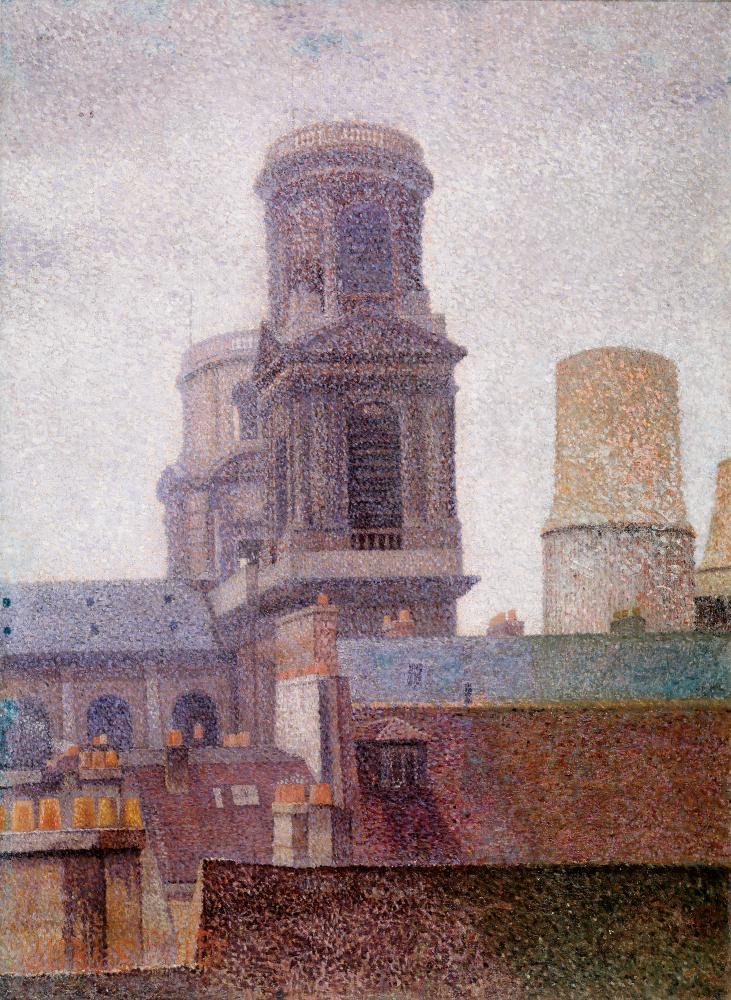
Turnurile, Saint-Sulpice, 1887

În jurul anului 1885, influențat probabil de prieteniile sale cu Seurat și alții, a început să experimenteze tehnici divizioniste  și a îmbrățișat pointilismul, fiind unul dintre primii artiști care au făcut acest lucru. În anul următor, lucrările sale erau pe deplin neo-impresioniste. Împreună cu Signac, a folosit creion și cerneală pentru a crea desene pointiliste.  Atelierul-apartament al lui Dubois-Pillet a servit drept sediu neoimpresionist neoficial în primii ani ai mișcării. Unele dintre lucrările sale pointiliste sunt compuse cu „precizie fotografică”.
În 1886, armata i-a ordonat să nu mai participe la expozițiile de artă și să se disocieze de Les Indépendants. Dubois-Pillet a acordat puțină atenție acestor ordine. A rămas activ în cadrul Les Indépendants și a continuat să își expună lucrările, inclusiv în cadrul unor expoziții regulate ale Les Indépendants, o expoziție la Nantes în 1886 și participarea la expozițiile Les XX din 1888 și 1889 de la Bruxelles. Singura sa expoziție personală din timpul vieții a avut loc în 1888, la sediul revistei simboliste franceze Revue Indépendante⁠(d). Unele dintre desenele sale pointiliste au fost publicate în La Vie moderne în 1887.

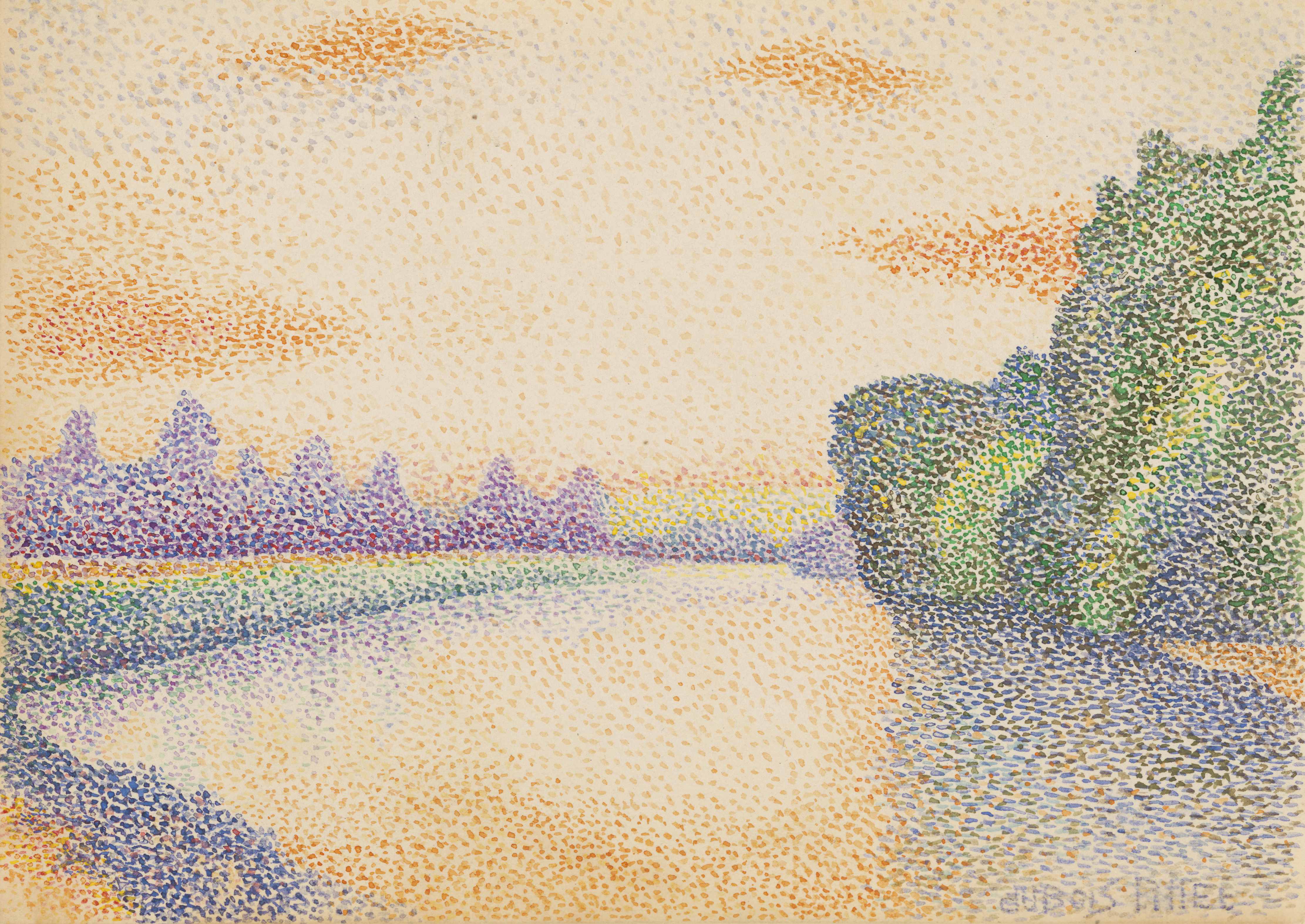
Malurile Marnei în zori, c. 1888

Dubois-Pillet și Louis Hayet⁠(d) au fost cei doi neoimpresioniști care s-au concentrat cel mai mult asupra aspectelor teoretice și a bazei științifice a artei lor. Începând cu anul 1887, Dubois-Pillet a explorat știința percepției culorilor în ceea ce privește pointilismul, studiind lucrările polimatului englez Thomas Young (1773–1829), care a concluzionat că ochiul are trei receptori de culoare, fiecare sensibil la una dintre culorile primare a luminii (verde, roșu și violet). Dubois-Pillet a aplicat descoperirile lui Young într-o teorie a triadei culorilor, pe care a denumit-o trecere, prin care o atingere de pigment corespunzătoare fiecăreia dintre culorile primare ale luminii este inclusă în trecerea de la o nuanță la alta. Culorile sunt descompuse științific de către artist, apoi sunt recompuse în ochiul privitorului, dar cu o luminozitate mai mare decât ar fi fost posibil dacă culorile ar fi fost pur și simplu amestecate pe paletă. Modul de aplicare a teoriei sale în practică nu era pe deplin clar, iar colegii săi neoimpresioniști nu erau convinși.

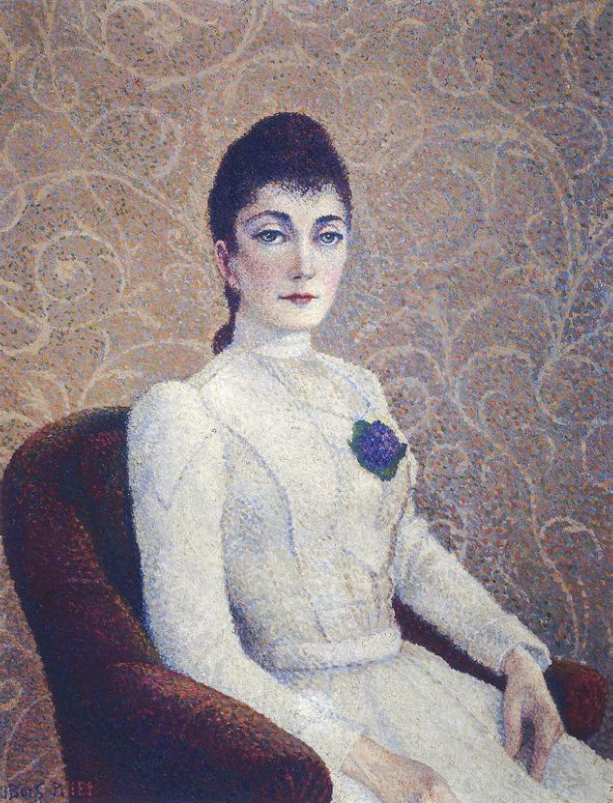
Femeie în rochie albă, c. 1886

Neoimpresionismul s-a concentrat adesea pe reprezentarea culorilor strălucitoare în lumină naturală și, poate din acest motiv, subiectul a constat cel mai adesea în scene în aer liber, cum ar fi peisaje, peisaje urbane, marine sau fluviale. În timp ce Dubois-Pillet a pictat toate acestea, precum și naturi statice, el a creat și primul portret al mișcării neoimpresioniste – Femeie în rochie albă, un tablou care înfățișează o femeie, purtând o rochie albă, așezată pe un scaun tapițat⁠(d). Identitatea modelului este necunoscută; curatorii expozițiilor aveau tendința de a identifica subiecții, în cel mai bun caz, după inițiala numelui de familie. Musée d'Art Moderne de Saint-Etienne se referă la ea drept Madame P., dar criticul de artă Félix Fénéon⁠(d) a numit-o Mademoiselle B.

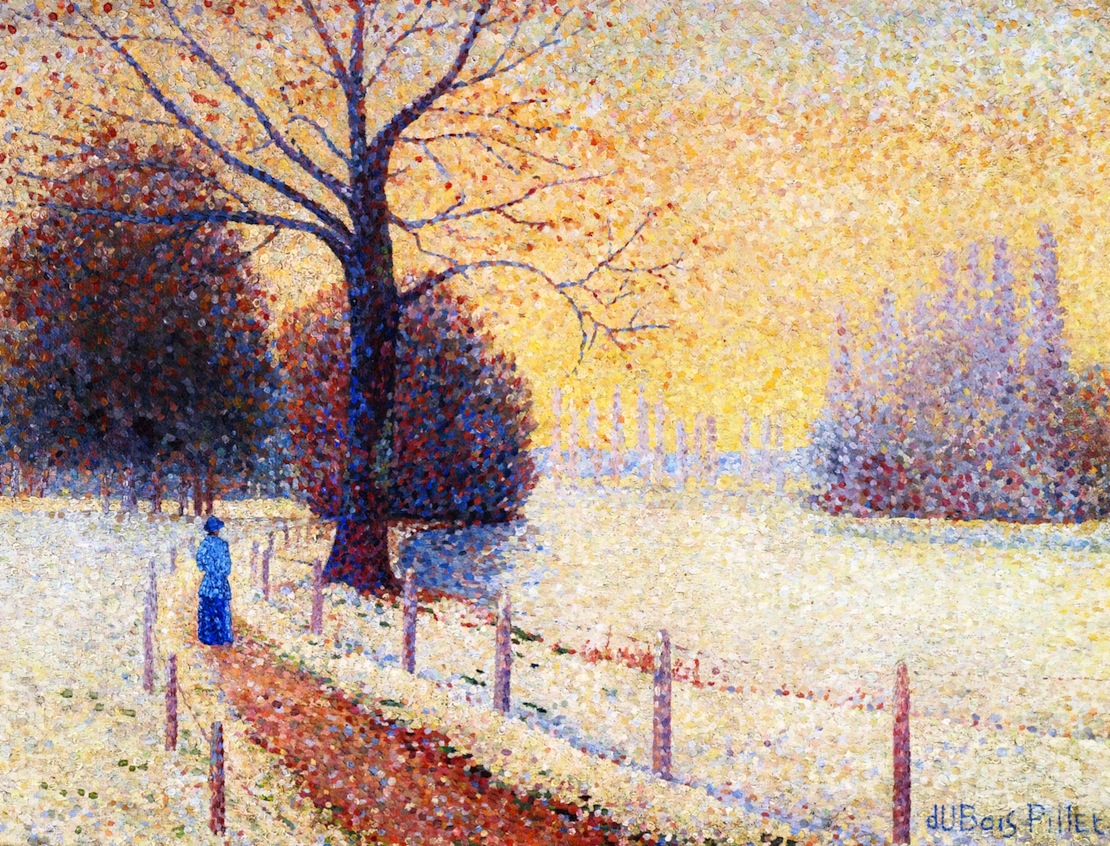
Le Puy înzăpezit, 1889

La sfârșitul anului 1889, Dubois-Pillet a fost transferat de armată pe un post de comandant al jandarmeriei în Le Puy-en-Velay, o comună din centrul sudic al Franței. Este posibil ca transferul său să fi fost ca răspuns la sfidarea ordinului de a-și restrânge activitățile artistice.
Bisericile și peisajele din regiunea Auvergne sunt subiectul ultimelor sale picturi. A murit la Le Puy-en-Velay la 18 august 1890 la vârsta de 43 de ani, în timpul unei epidemii de variolă. În anul următor, o expoziție memorială, organizată de Signac și compusă din șaizeci și patru de tablouri ale lui Dubois-Pillet, a fost organizată de Les Indépendants. Din cauza unui incendiu care a distrus majoritatea lucrărilor sale, precum și a morții sale destul de timpurii, opera sa existentă este relativ redusă.

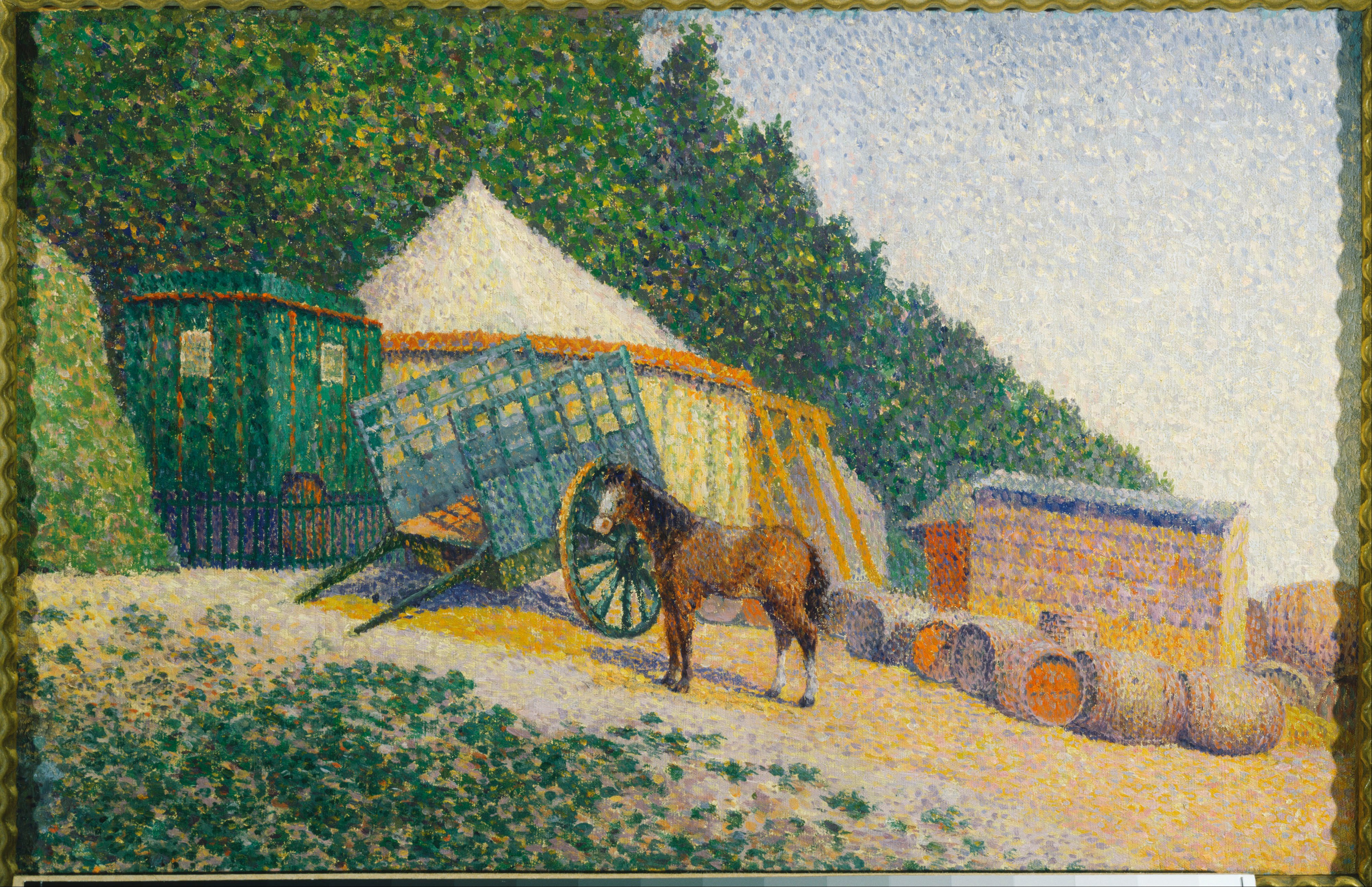
Tabăra Micul Circ

## Galerie

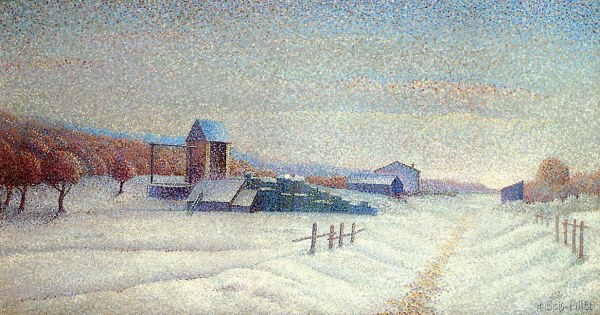
Peisaj de iarnă, c. 1885
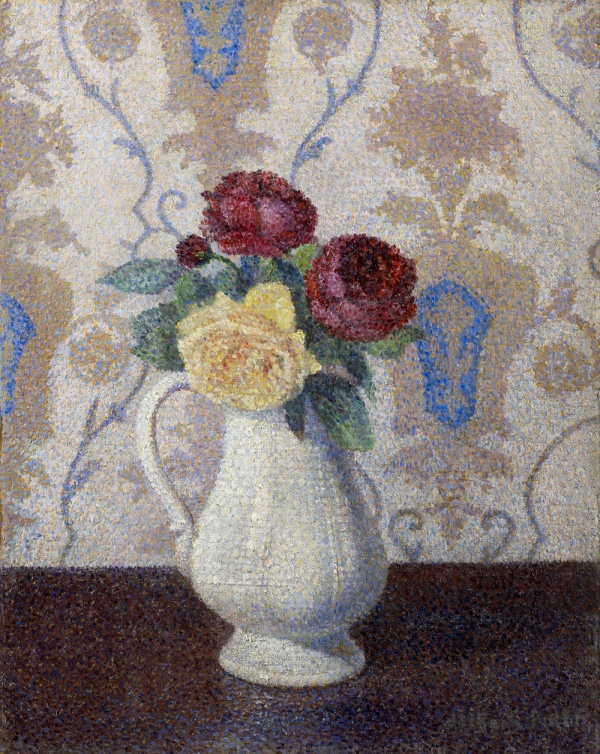
Buchet de trandafiri într-o vază, c. 1885
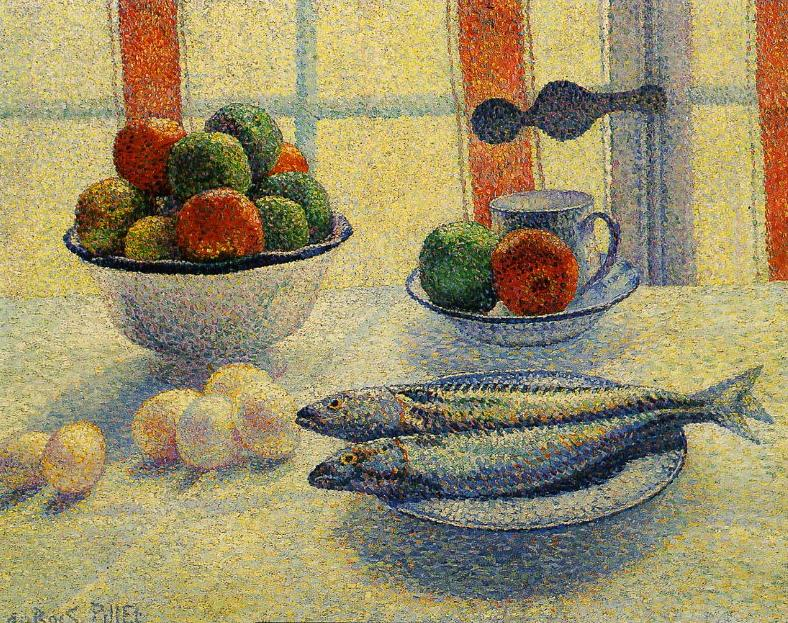
Natura statică cu pește, c. 1885
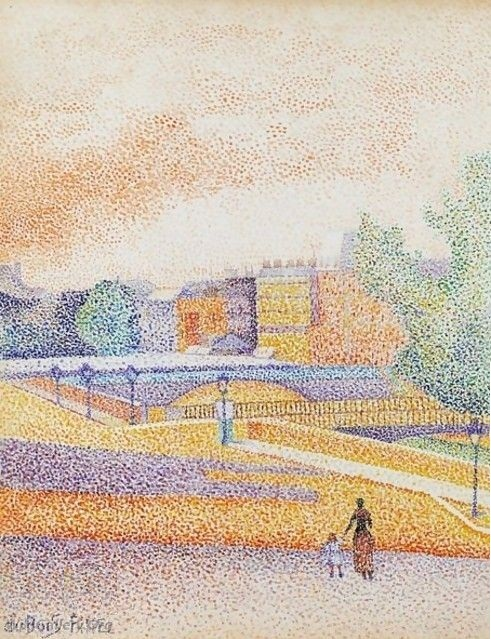
Vue de Paris, 1885
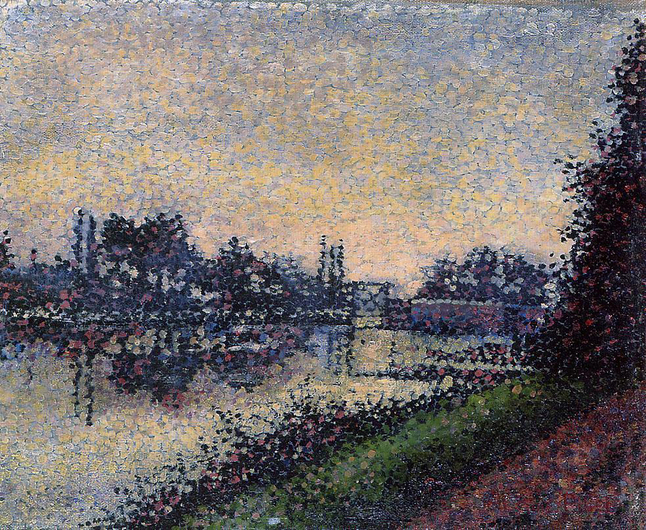
Peisaj cu ecluză, c. 1885
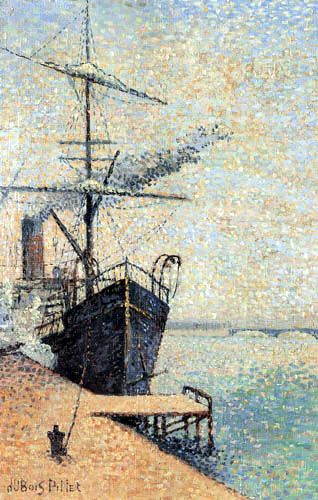
Ankerplaats, 1885
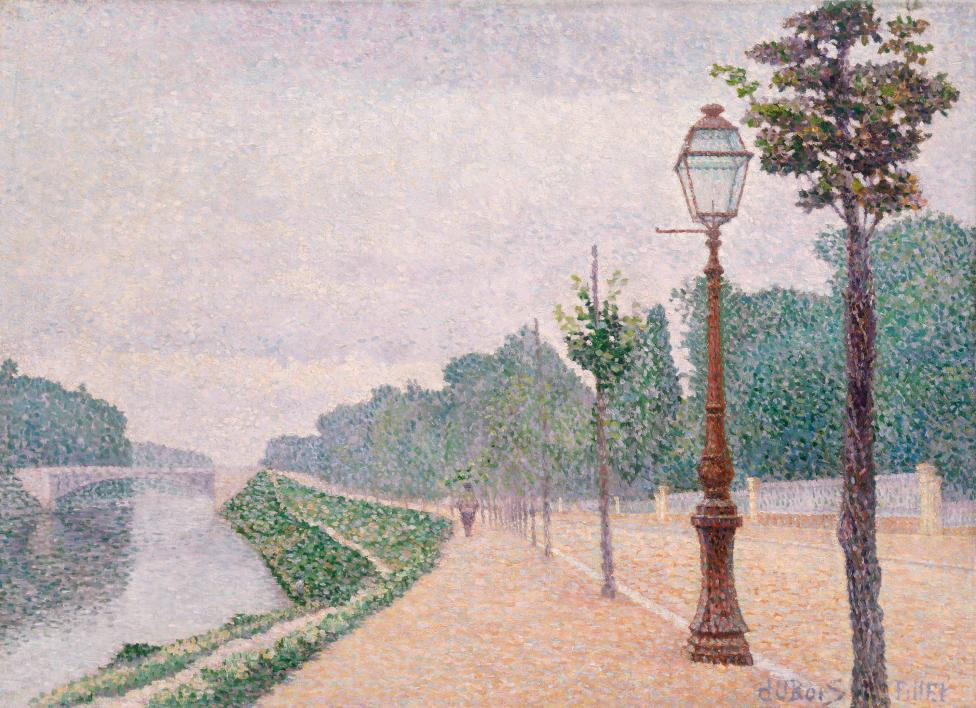
Malurile Senei la Neuilly, 1886
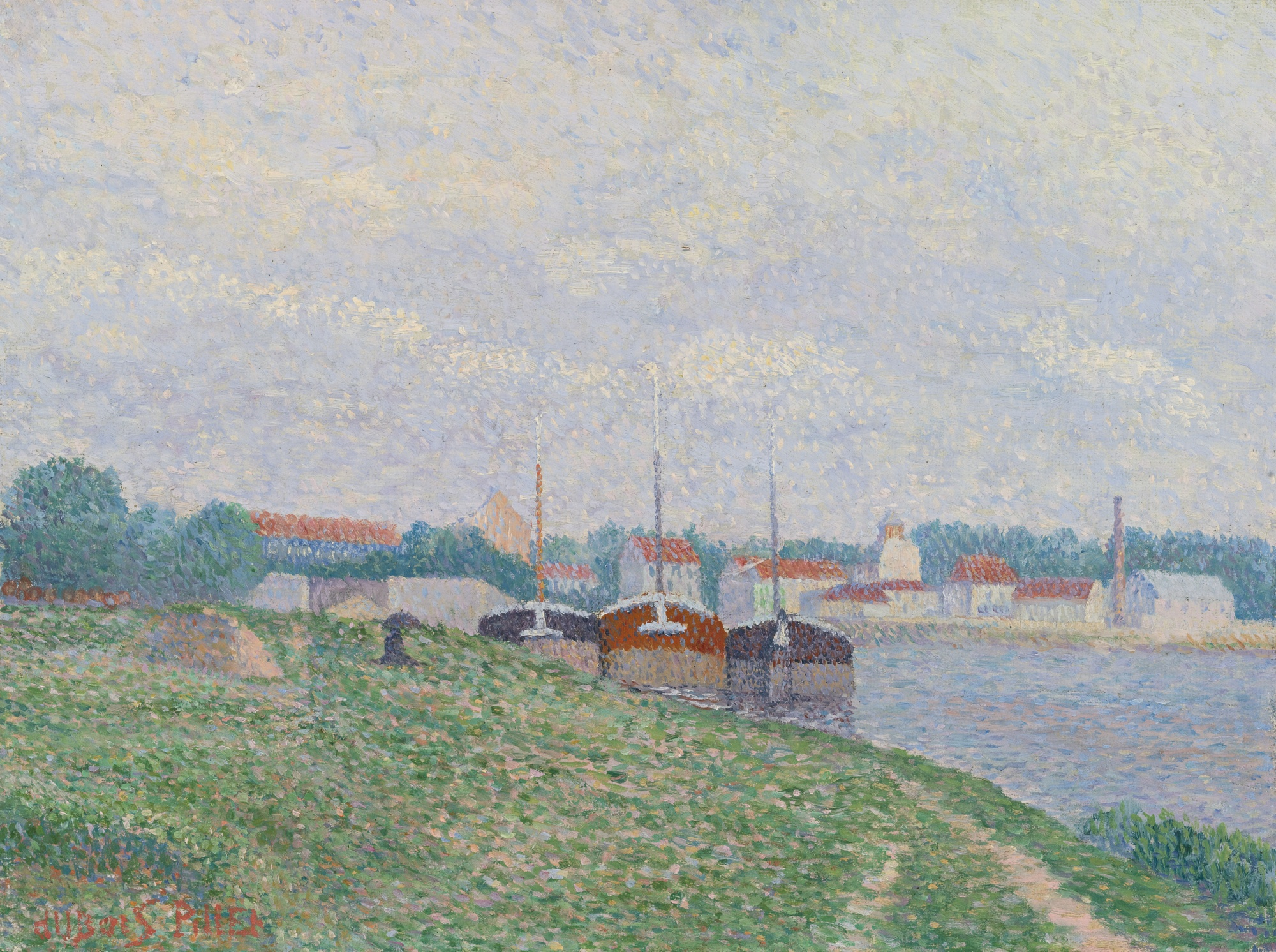
Trois Péniches Amarées aux Abords d'une Ville Industrielle, c. 1886
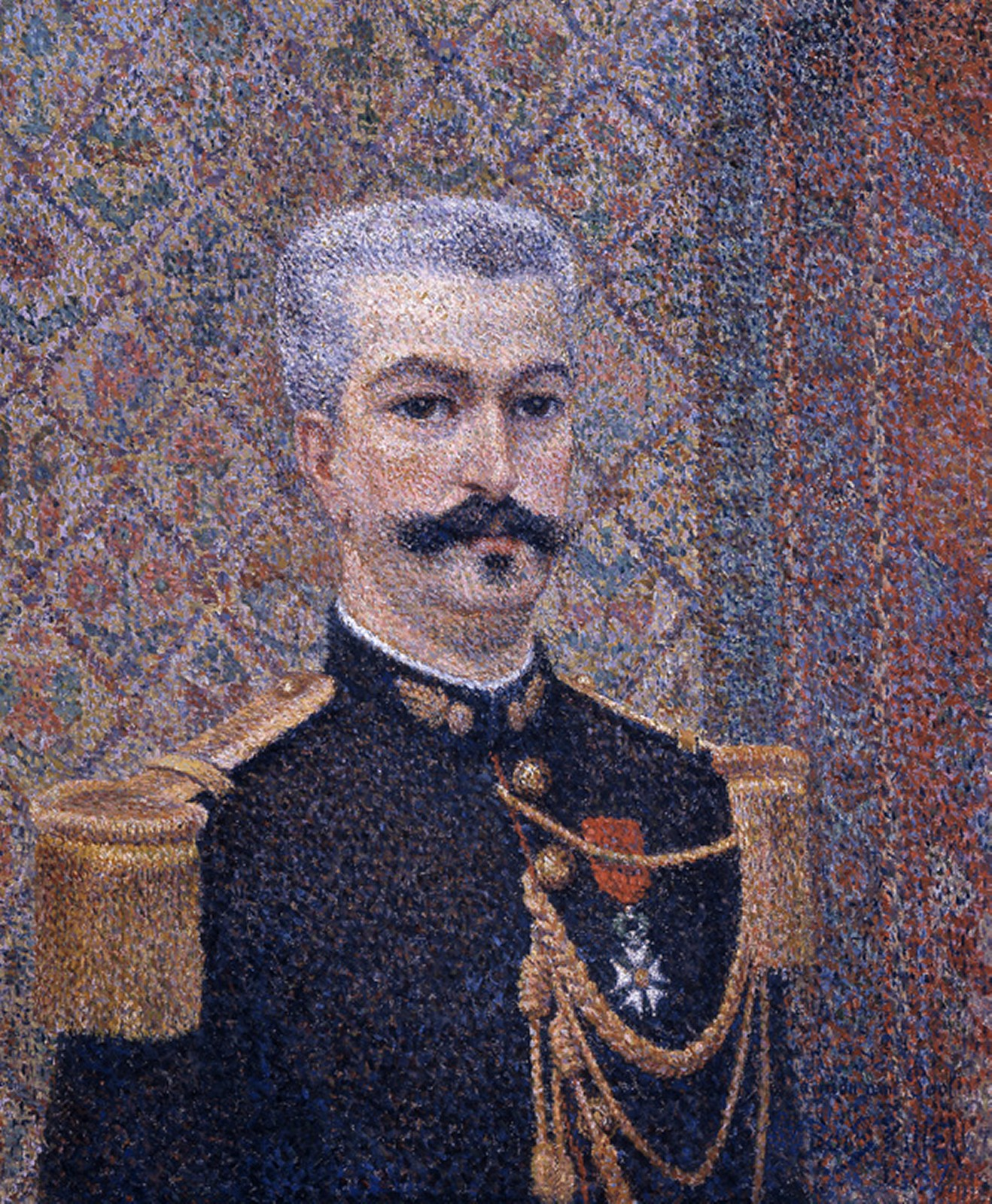
Portretul lui Monsieur Pool, 1887
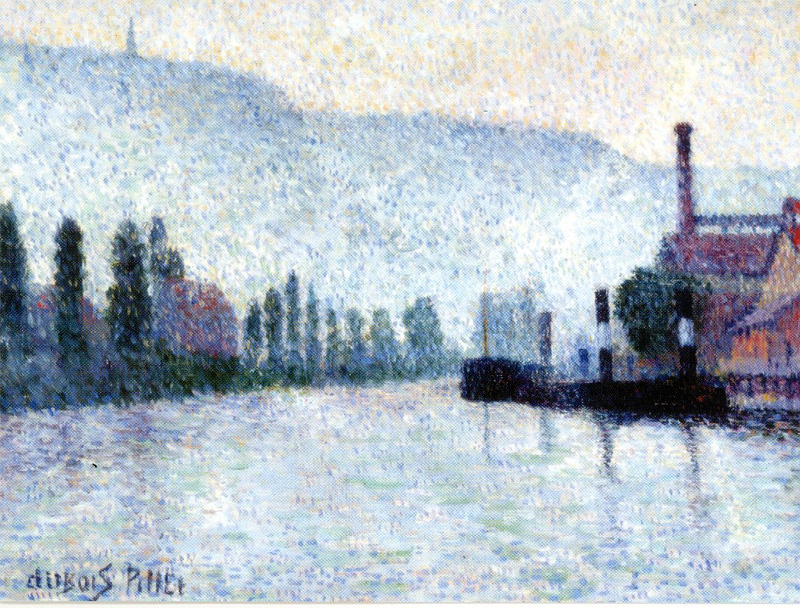
Rouen, La Seine et les Collines à Canteleu, 1887
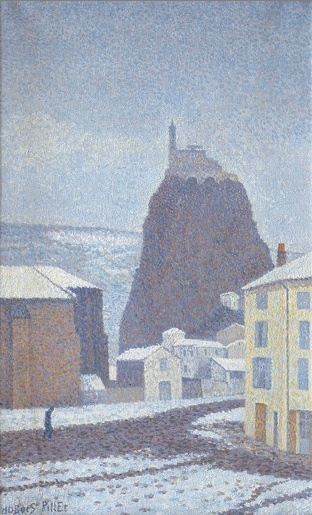
Saint-Michel d'Aiguilhe (Haute-Loire) Sub zăpadă[en→ro], 1890